# Mieke Van den Bossche
Mieke Van den Bossche is een personage in de VTM-televisieserie Familie. Het personage wordt gespeeld door Caroline Maes.
Aanvankelijk vertolkte Lotte Mariën de rol van Mieke, tot ze in 2000 de reeks verliet. In februari 2002 keerde het personage terug, ditmaal vertolkt door Caroline Maes.

## Overzicht
Mieke is de oudste dochter van Jan Van den Bossche en Monique Stevens. Ze heeft een broer Bart en is de halfzus van Willem Feyaerts, Leen, Maarten en Guido.
Al sinds haar jeugd bleek Mieke enorm sociaal geëngageerd te zijn. In de beginjaren is ze speciaal voor haar studies een jaar naar Amerika geweest. Wanneer ze terug is in België, begint ze een relatie met Michel. Na een tijd groeit het stel uiteen en gaat Michel aan ontwikkelingshulp doen.
Na een paar jaar trekt ook Mieke naar Brazilië om er aan ontwikkelingshulp te gaan doen. Ze huwt er met Leonardo, maar aan hun sprookje komt een eind wanneer Leonardo sterft en Mieke geveld wordt door een tropische ziekte. Ze keert noodgedwongen terug naar België om een behandeling te ondergaan. Uiteindelijk zal ze genezen, maar ook haar moeder Monique raakt besmet en overleeft het niet. Mieke zal zich hieraan altijd enorm schuldig blijven voelen.
Omdat ze niet langer in tropische gebieden mag verblijven, besluit Mieke in België te blijven en een nieuw leven te beginnen. Na een avontuurtje met psychiater Marc De Waele raakt ze zwanger en zien de twee zich genoodzaakt te trouwen. Amper drie jaar later slaat het noodlot toe en komt Marc samen met hun zoontje Lennert om het leven bij een verkeersongeval.
Later trouwt Mieke met Wim Veugelen. Ze raakt opnieuw zwanger, maar krijgt een miskraam. Haar wereld stort in wanneer blijkt dat ze hierdoor nooit meer kinderen zal kunnen krijgen. Ze adopteren een ziek kindje in een rolstoel genaamd Nina. Na een tijd wordt de echte familie van Nina gevonden en nemen Mieke en Wim afscheid van het kindje. Nadien gaat het als maar slechter tussen de twee. Wim vertrekt met slaande deuren.
Niet veel later beslist Mieke om haar job bij het OCMW op te geven en opnieuw als verpleegster aan de slag te gaan. Daar wordt ze verliefd op dokter Paul Jacobs, de verloofde van haar halfzus Leen. Hun affaire komt uit, er ontstaat een ruzie tussen de twee zussen Mieke en Leen.
Na het avontuur met Paul komt Miekes collega Morgane Maes bij haar inwonen. De twee vriendinnen amuseren zich kostelijk en Mieke begint aan haar geaardheid te twijfelen. Mieke en Morgane worden na lang twijfelen toch een koppel, op tegenzin van Jan. De relatie met Morgane loopt echter al snel fout, door toedoen van de reacties van allerlei mensen. Morgane vertrekt naar Spanje. Mieke blijft niet lang alleen, want al snel komt haar nieuwe boezemvriendin Trudy bij haar inwonen.
In seizoen 21 begint Mieke iets met de veel jongere Niko Schuurmans, die haar echter bedriegt met Evy Hermans en daarom door Mieke de laan wordt uitgestuurd. Na de breuk met Niko heeft Mieke enige tijd een relatie met Sébastien, tot ze Niko een tweede kans geeft. Na verloop van tijd vraagt hij haar ten huwelijk. Ze trouwen op 19 december 2014. 
Nadat Mieke aangereden werd en een lange tijd in coma verbleef, is ze de laatste 8 jaar van haar leven vergeten. Hierdoor weet ze niet wie Niko is en denkt ze dat Wim Veugelen nog steeds de man van haar leven is. Op aanraden van de familie probeert Mieke terug een band met Niko op te bouwen, maar ze voelt de klik niet. Ondertussen begint Mieke ook te flirten met CEO Lars De Wulf. Niet veel later neemt Mieke een beslissing over de 3 mannen in haar leven: ze laat Lars vallen, vraagt de scheiding aan bij Niko en kiest voor haar ex-man Wim. In februari 2017 maakt Mieke het uit met Wim, omdat ze hem opnieuw te saai vindt en wordt ze uiteindelijk terug verliefd op Niko. De twee geven hun huwelijk nog een kans. 